# Wat Chedi Luang
Wat Chedi Luang (tiếng Thái: วัดเจดีย์หลวง) nằm ngoài ngoại ô thành phố Chiang Mai, miền Bắc Thái Lan. Chùa nằm trên giao lộ Ratchadamnoen và Phrapopkhlao. Chùa có bề dày lịch sử và là ngôi chùa thu hút khách tham quan nhất tại Chiang Mai. 

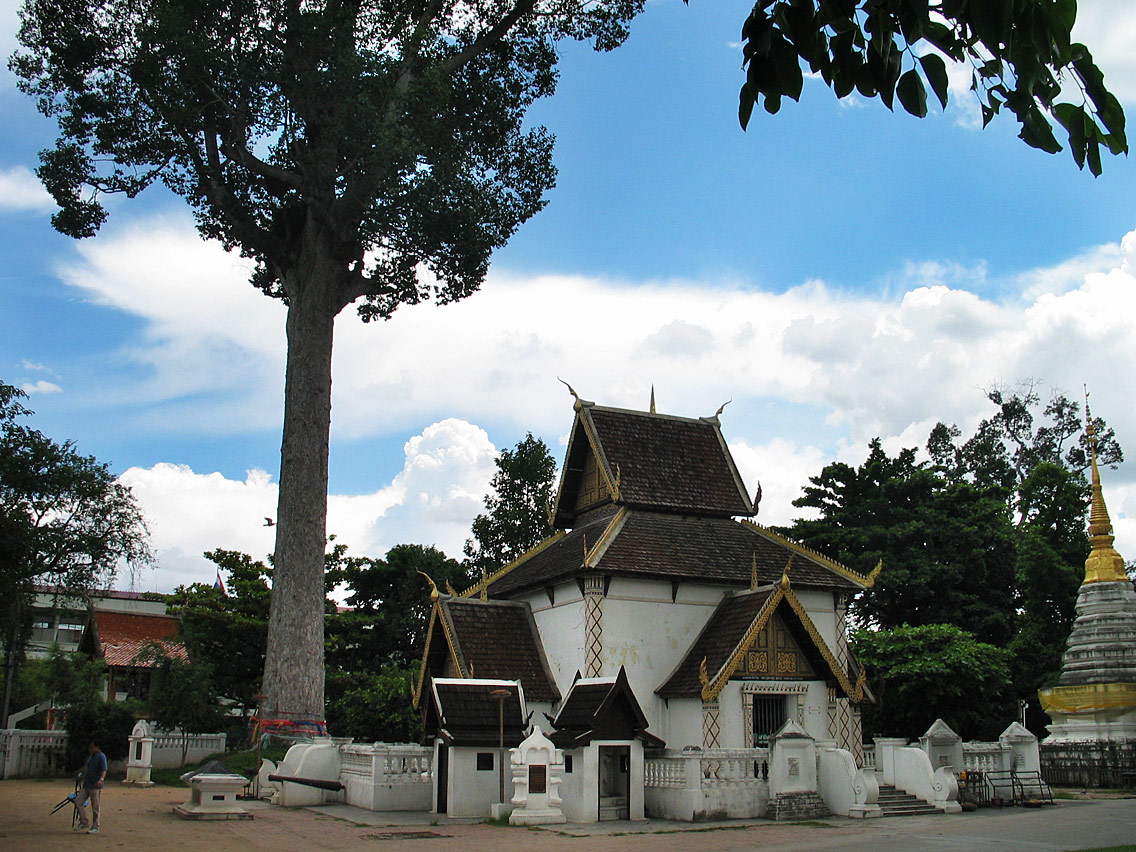
Cây gôm đứng sừng sững trước Wat Chedi Luang

## Lịch sử
Khởi công xây dựng dưới triều đại của nhà vua Saen Muang Ma vào năm 1391, nhưng phải tới năm 1475, Wat Chedi Luang mới hoàn tất vóc dáng của mình vào năm này, nhà vua Tilokarat đã biến ngôi chùa trở thành nhà của đức Phật Emerald Buddha, kho báu văn hoá quan trọng của đất nước Thái Lan. 
Ngôi chùa khi ấy cao 80m và rộng 45m. Nhưng rất tiếc, nó đã bị phá huỷ trong một trận động đất năm 1545, dưới triều của hoàng hậu Mahadevi. Ngôi chùa hiện giờ khách chiêm ngưỡng là những gì còn sót lại một thời của Wat Chedi Luang năm 1475, và những vẻ đẹp mới mà nhân dân Thái Lan đã cất công trùng tu và xây dựng chùa với mô típ chim công và rắn trang trí tại các sảnh thờ. 

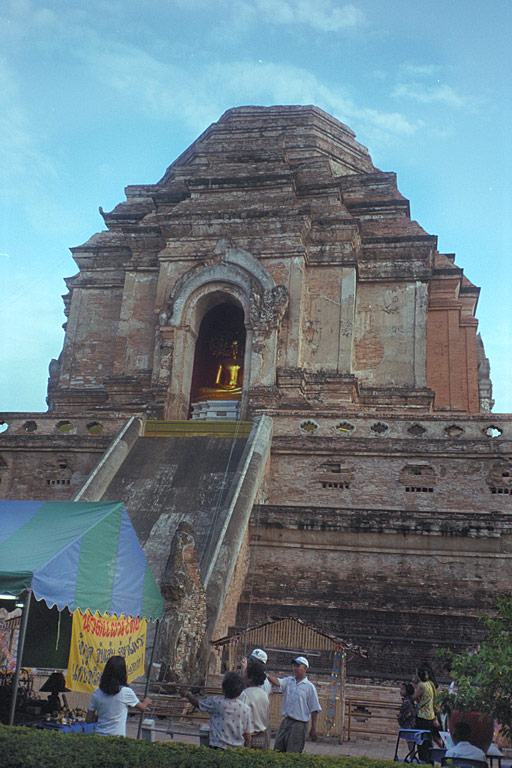
Tháp Luang

## Mô tả
Ngay trước cổng chùa là một cây gôm to ngay phía trái cổng vào. Truyền thuyết kể rằng nếu cây đổ, ắt hẳn có một thảm hoạ khủng khiếp sẽ đến với người dân Lanna. Ngay cạnh cây gôm này là ngôi nhà nhỏ của thần gác cổng của thành phố Prueksa Thevada, vị thần thông thái, nhà hiền triết của xứ Lanna.

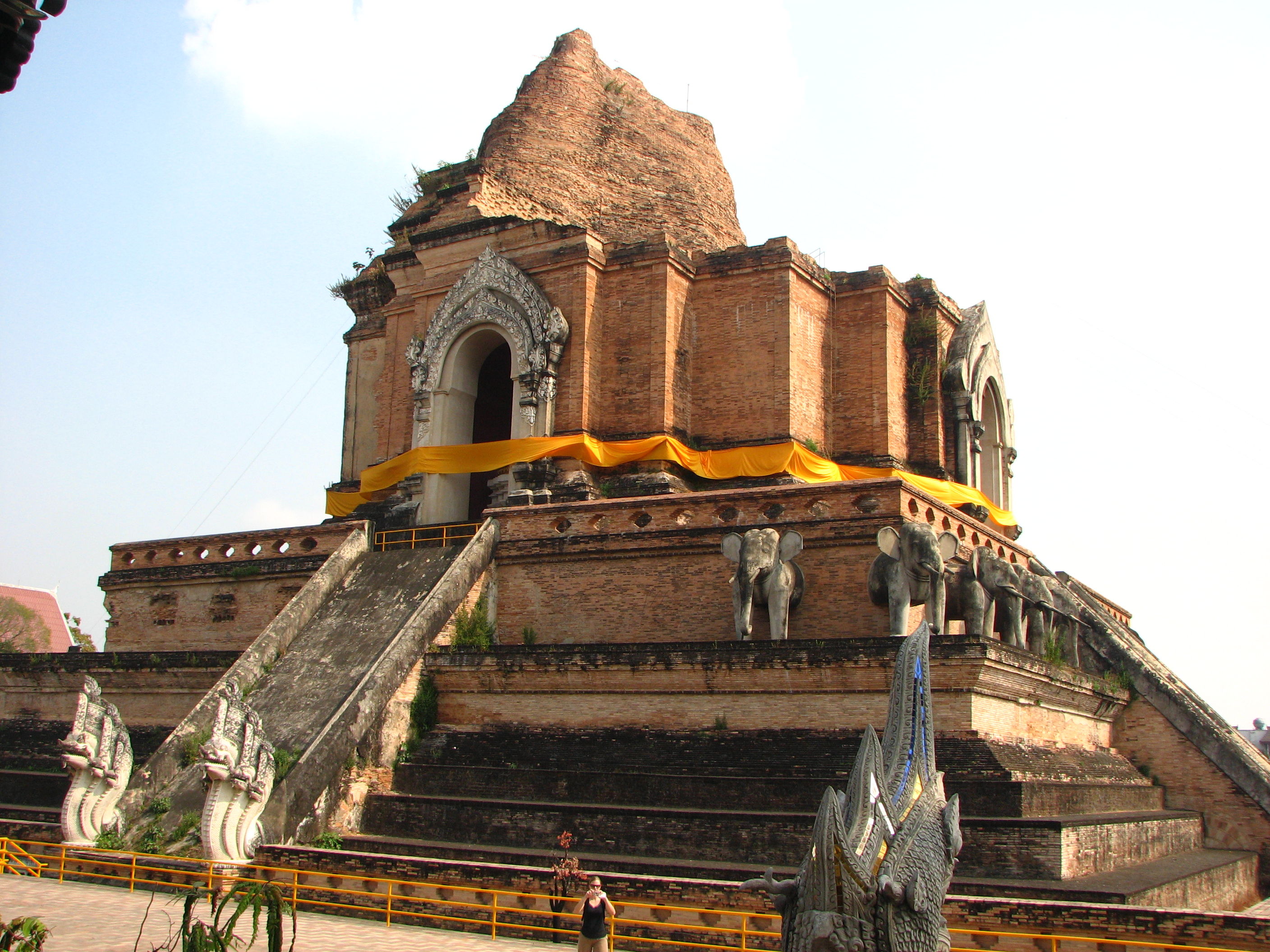
Tháp Luang được bảo vệ và không cho du khách lên trên

Hàng năm, tại đây diễn ra Lễ hội cầu mùa Inthakhin kéo dài 7 ngày vào tháng 5 hoặc tháng 6, cầu mưa thuận cho mùa màng màu mỡ và cuộc sống người dân được sung túc. Và theo phong tục của người xưa thì lễ hội này còn bảo vệ đất nước Lanna khỏi chiến tranh, xung đột. 

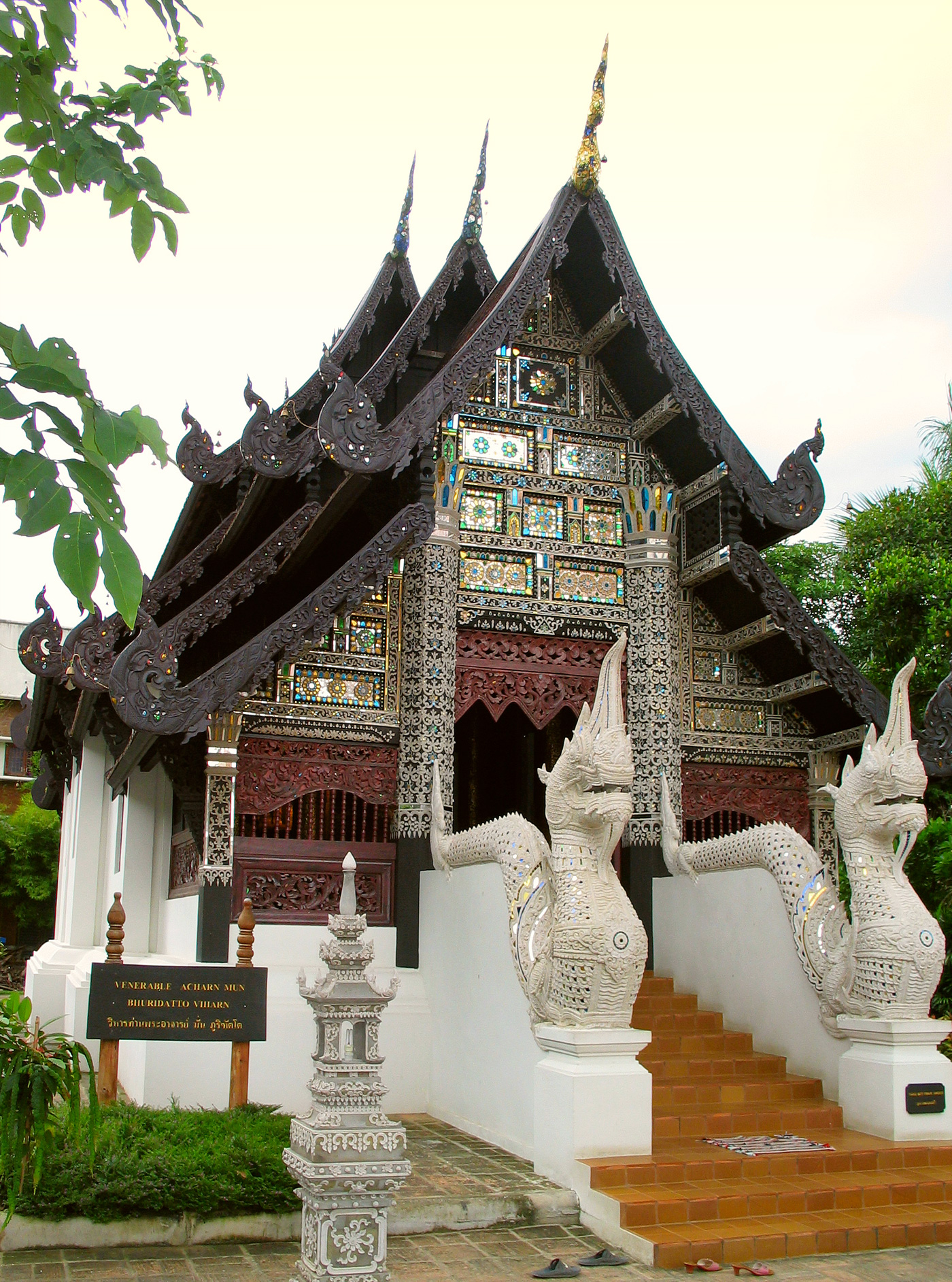
Kiến trúc chùa mang đậm phong cách vùng Lannathai

## Giá trị
Ngày nay, Wat Chedi Luang còn ẩn chứa nhiều điều kỳ lạ đối với du khách thập phương vì ngôi chùa lưu giữ xác của 3 vị sư đã tu đắc đạo tại ngôi chùa. Điều đặc biệt là các vị sư này đều ngồi trong tư thế thiền, da dẻ vẫn hồng hào, đôi mắt tinh anh như người còn sống, và các thớ thịt (kẽ các ngón tay và ngón chân) thì liền thành một mối. Đây cũng chính là điều mà khách thập phương tập trung về đây để xem điều kỳ diệu tại chùa này.